# Theodoor Albert Willem Bolman

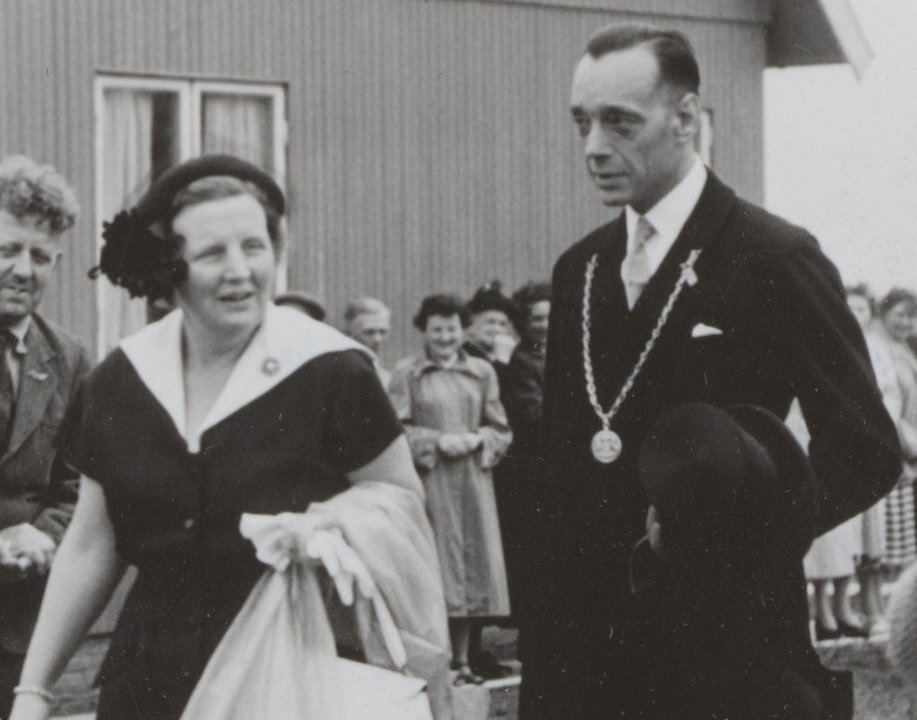
Koningin Juliana en burgemeester Th.A.W. Bolman (1954)

Theodoor Albert Willem Bolman (Stad Almelo, 29 mei 1900 – Den Haag, 1 januari 1974) was een liberaal Nederlands politicus.
Hij werd geboren als zoon van Hajonides Isaac Bolman (1865-1946; rijksbetaalmeester) en Auguste Wilhelmine Joanna Frederike van Nouhuijs (1866-1945). Hij is volontair geweest bij de gemeentesecretarieën van Zoelen, Oisterwijk, Voorschoten en Rijswijk. Hij werd in 1923 reserve tweede-luitenant bij de infanterie en vier jaar later volgde bevordering tot reserve eerste-luitenant. In 1931 werd Bolman benoemd tot burgemeester van Nieuw-Beijerland en vanaf 1938 was hij de burgemeester van Strijen. Als zodanig kreeg hij te maken met de Watersnoodramp van 1953 waarbij de bevolking met het plaatsen van zandzakken op de Oud-Bonaventuurse dijk voorkwam dat het water over die dijk stroomde. Bolman ging in 1965 met pensioen en overleed in 1974 op 73-jarige leeftijd.